# パーヴェル・ポネジェーリン
パーヴェル・グリゴリエヴィッチ・ポネジェーリン（ロシア語: Павел Григорьевич Понеделин, ラテン文字転写: Pavel Grigorievich Ponedelin, 1893年3月4日 - 1950年8月25日）は、ソ連の軍人。少将。独ソ戦初期に捕虜となり、戦後銃殺された。

## 経歴
イワノフ州パルニコヴォ村出身。1915年、モスクワ准尉学校を卒業。
1918年から赤軍に入隊。ロシア内戦時、連隊、旅団を指揮した。1926年、フルンゼ名称軍事アカデミー、後にその大学院を卒業し、講師となった。その後、歩兵学校長、軍団参謀長、管区参謀長を歴任。ソ・フィン戦争時、師団を指揮。
1941年3月～8月、第12軍司令官。1941年8月～1945年12月までドイツ軍の捕虜だった。帰国後に逮捕され、1950年8月25日に銃殺された。
1956年、名誉回復。